# Zoltan Hajos

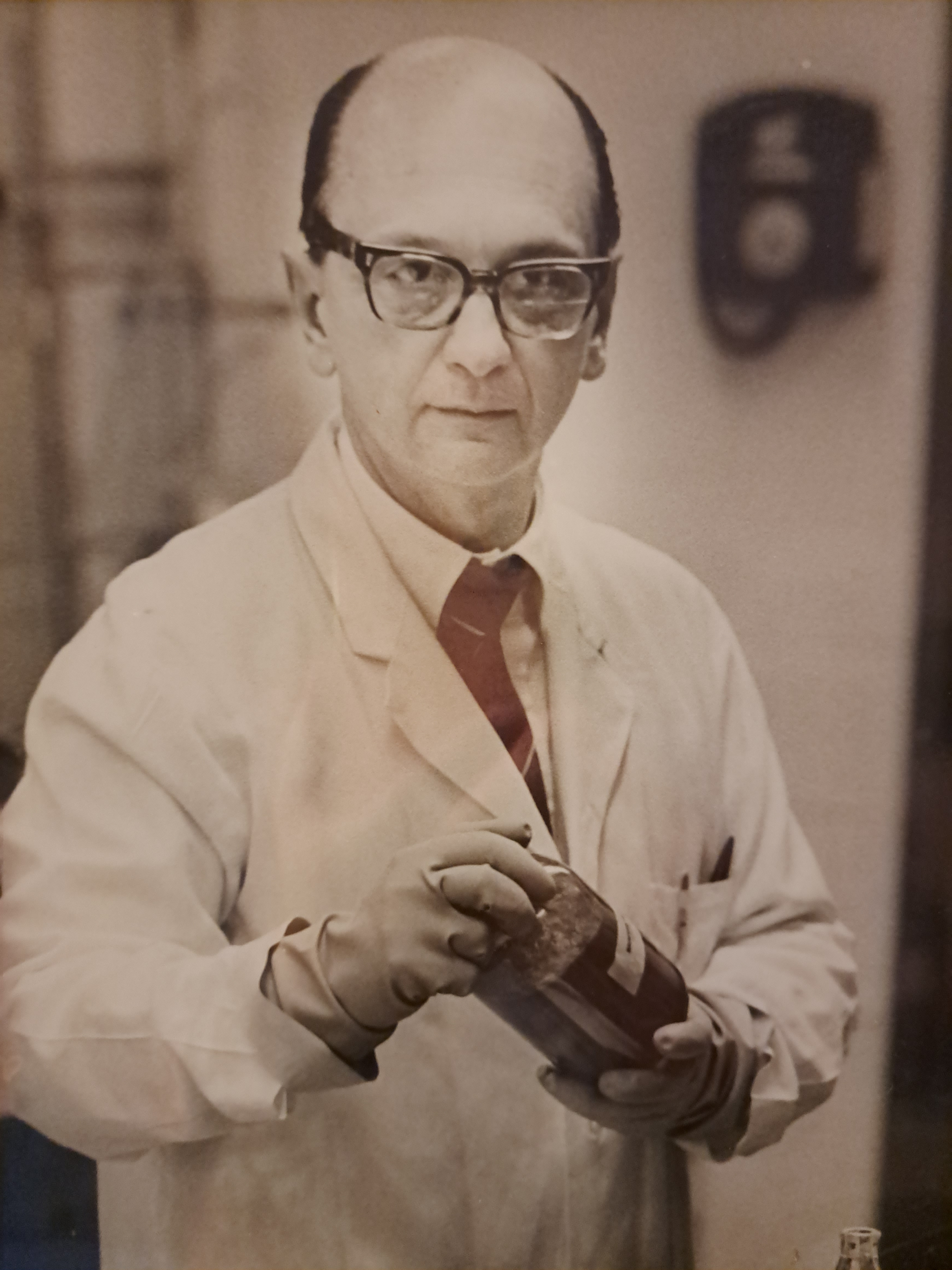

Zoltan Hajos (* 3. März 1926 in Budapest, Ungarn; † vor oder am 10. Oktober 2022) war ein ungarischer Chemiker.

## Leben
Zoltan Hajos studierte Chemie an der Technischen Universität Budapest (TU Budapest) (Abschluss 1947 mit dem M.Sc.). Seine Doktorarbeit fertigte er 1947 bis 1950 ebenfalls an der TU Budapest an. Sein Doktorvater war Zoltan Csuros vom Institut für organisch-chemische Technologie. Nacheinander war Hajos Assistenzprofessor und „Lecturer“ für Organische Chemie an der TU Budapest (1948 bis 1952) und an der Universität von Veszprém/Ungarn (1952 bis 1953) sowie „Research Associate“ für Organische Chemie an der TU Budapest (1953 bis 1956). Nachdem der ungarische Freiheitsaufstand 1956 niedergeschlagen war, verließ Hajos seine Heimat, flüchtete in die USA und arbeitete als  „Research Associate“ für Organische Chemie am Department of Chemistry der Princeton University (1957 bis 1960). Zwischen 1960 und 1970 war Hajos als Chemiker in der Pharmaforschung von Hoffmann-La Roche, Inc. in Nutley, NJ (USA) tätig. Als „Research Associate“ wirkte er 1972 bis 1973 am Chemistry Department der University of Vermont (USA) und anschließend 1973 bis 1974 an der Pharmazie-Fakultät der University of Toronto (Canada).  Von 1975 bis 1990 arbeitete Hajos in herausgehobenen Positionen in der Forschung des großen US-amerikanischen Pharmaunternehmens Johnson & Johnson.

## Forschungsgebiete

Titelseite der Offenlegungsschrift (deutsche Patentanmeldung) Nr. 21 02 623, veröffentlicht am 29. Juli 1971

Besonders bekannt wurde Zoltan Hajos durch die Entdeckung der nach ihm benannten Hajos-Parrish-Eder-Sauer-Wiechert-Reaktion und durch die damit verbundene – durch (S)-Prolin katalysierte – Synthese des Hajos-Wiechert-Ketons.
Damit zählte Zoltan Hajos zu den Pionieren auf dem Forschungsgebiet der Organokatalyse.
In der Medizinischen Chemie bildeten seine bahnbrechenden Entdeckungen die Basis der Entwicklung  stereospezifischer Totalsynthesen von Steroiden. Seine Forschungen führten auch zur Entdeckung von Carsatrin, eine 6-Mercaptopurinverbindung mit möglicher herzstärkender Wirkung.

## Veröffentlichungen und Patente
Aus der Forschungstätigkeit von Zoltan Hajos resultierten circa 45 wissenschaftliche Publikationen in Fachzeitschriften sowie über 30  Patente.

### Veröffentlichungen
- R. Malathi, D. Rajagopal, Z. G. Hajos, S. Swaminathan: Proline-catalysed asymmetric ketol cyclizations: The template mechanism revisited. In: Journal of Chemical Sciences. 116, 2004, S. 159–162.
- Z. G. Hajos, D. R. Parrish: Asymmetric Synthesis of Bicyclic Intermediatesof Natural Product Chemistry. In: Journal of Organic Chemistry. 39, 1974, S. 1615–1621.
- Z. G. Hajos, D. R. Parrish: Synthesis and Conversion of 2-Methyl-2-(3-oxobutyl)-1,3-cyclopentanedione to isomeric Racemic Ketols of [3.2.1]Bicyclooctane of Perhydroindan Series. In: Journal of Organic Chemistry. 39, 1974, S. 1612–1615.

## Lehrtätigkeit in Ungarn
An den Universitäten Budapest und Veszprém war Zoltan Hajos Anfang der fünfziger Jahre erfolgreich auch lehrend tätig mit viel positiver Resonanz bei den Studierenden. Hajos schrieb in dieser Zeit über 800 Seiten Lehrmaterialien.

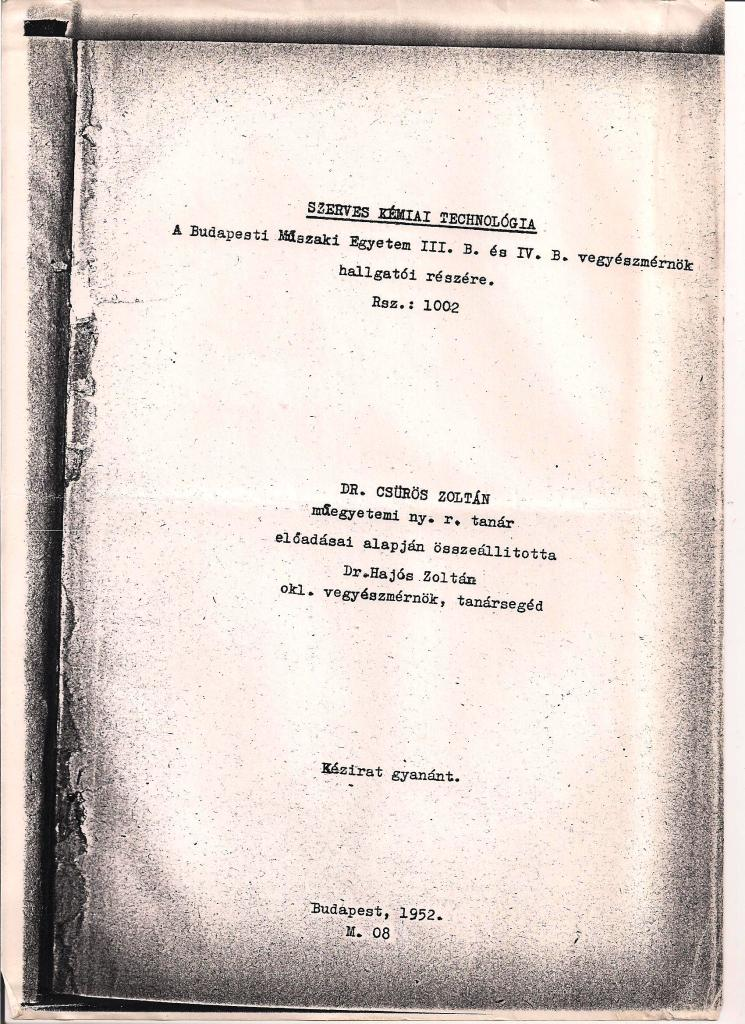
Titelblatt von Lehrmaterial zur organisch-chemischen Technologie von Zoltan Hajos, TU Budapest (1952)
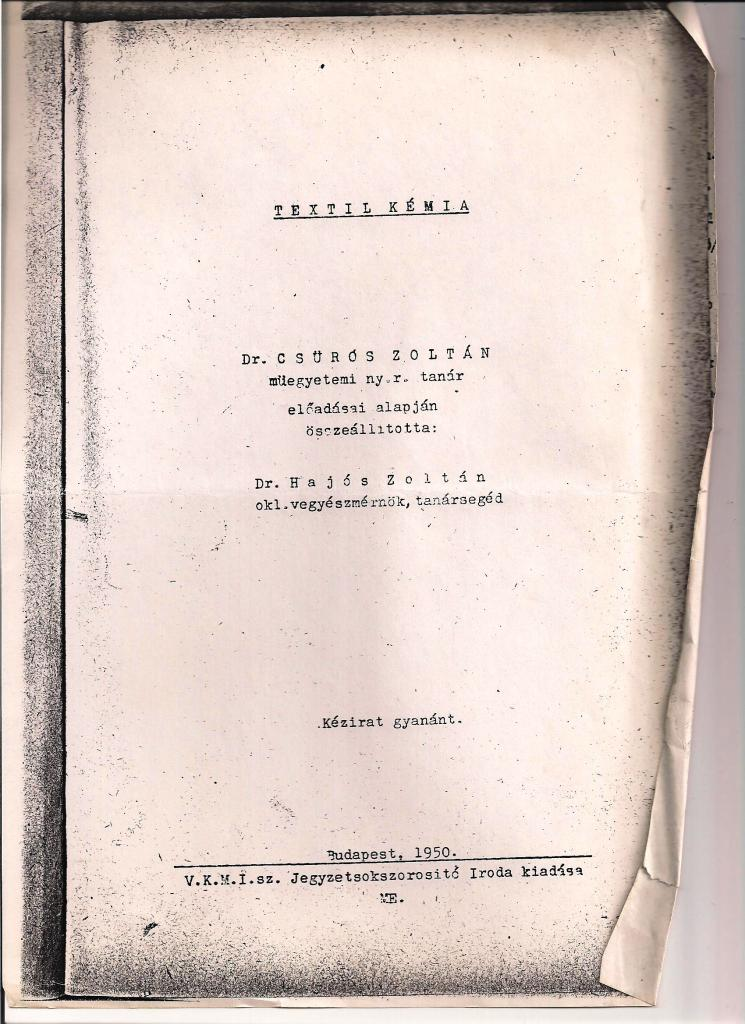
Titelblatt von Lehrmaterial zur Textilchemie von Zoltan Hajos, TU Budapest (1950)
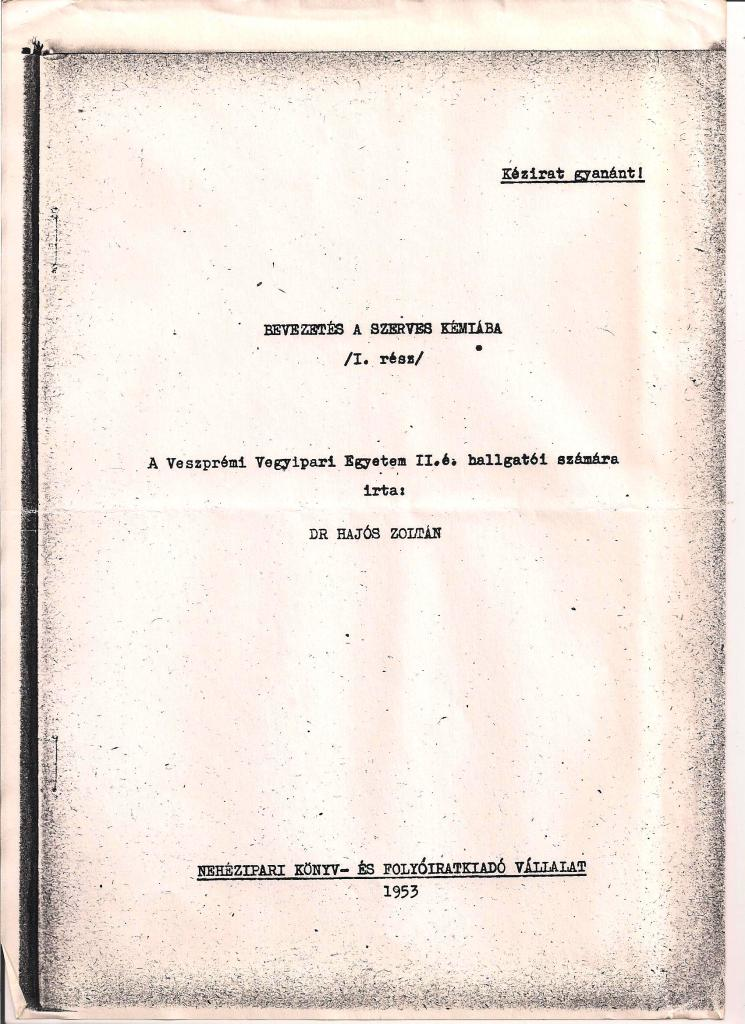
Titelblatt von Lehrmaterial zu den Grundlagen der organischen Chemie von Zoltan Hajos, Universität Veszprém (1953)
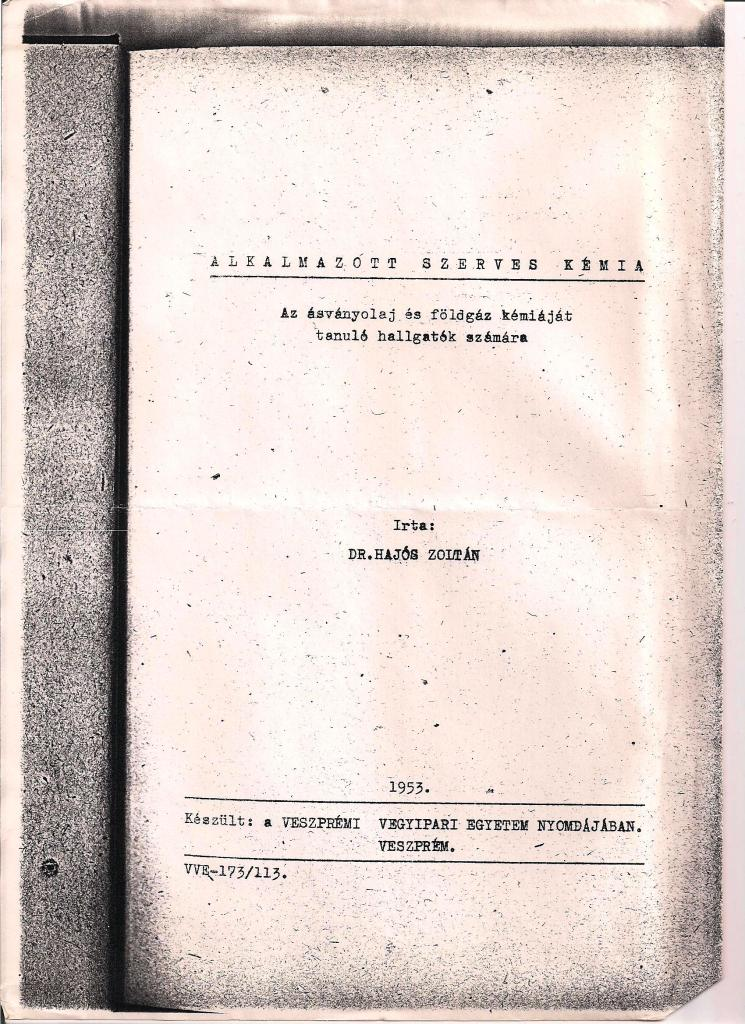
Titelblatt von Lehrmaterial zur angewandten organischen Chemie von Zoltan Hajos, Universität Veszprém (1953)